# 中宁黄耆
中宁黄耆（学名：Astragalus transiliensis var. microphyllus）为豆科黄芪属外伊犁黄耆的变种，是中国的特有植物。分布在中国大陆的宁夏等地，生长于海拔1,300米的地区，一般生于农田水渠边，目前尚未由人工引种栽培。